# Орвел Тессьє
Орвел Тессьє (англ. Orval Tessier, 30 червня 1933, Корнвол — 25 серпня 2022, Корнвол) — канадський хокеїст, що грав на позиції центрального нападника. Згодом — хокейний тренер.

## Ігрова кар'єра
Професійну хокейну кар'єру розпочав 1951 року.
Протягом професійної клубної ігрової кар'єри, що тривала 15 років, захищав кольори команд «Монреаль Канадієнс», «Бостон Брюїнс», «Портланд Бакару», «Клінтон Кометс», «Квебек Ейсес», «Спрингфілд Індіанс» та «Герші Берс».

## Статистика НХЛ
|                  | Сезони | І  | Г | П | О  | ШХ |
| ---------------- | ------ | -- | - | - | -- | -- |
| Регулярний сезон | 2      | 59 | 5 | 7 | 12 | 6  |
| Плей-оф          | –      | –  | – | – | –  | –  |

## Тренерська робота
1982 року розпочав тренерську роботу в НХЛ, яка обмежилась з командою Чикаго Блек Гокс.

## Тренерська статистика
| Команда | Сезон   | Регулярний сезон | Регулярний сезон | Регулярний сезон | Регулярний сезон | Регулярний сезон | Регулярний сезон | Плей-оф                   |
| Команда | Сезон   | І                | В                | П                | Н                | О                | Місце            | Результат                 |
| ------- | ------- | ---------------- | ---------------- | ---------------- | ---------------- | ---------------- | ---------------- | ------------------------- |
| ЧИК     | 1982–83 | 80               | 47               | 23               | 10               | 104              | 1-е в ДН         | програш у третьому раунді |
| ЧИК     | 1983–84 | 80               | 30               | 42               | 8                | 68               | 4-е в ДН         | програш у першому раунді  |
| ЧИК     | 1984–85 | 53               | 22               | 28               | 3                | 47               | 2-е в ДН         | звільнений                |
| Усього  | Усього  | 213              | 99               | 93               | 21               | 219              |                  |                           |

## Нагороди та досягнення
- Меморіальний кубок — 1953 (як гравець), 1972 (як тренер).
- Володар Кубка Стенлі — 1982 (як тренер).
- Володар Кубка Стенлі в складі «Колорадо Аваланч» — 2001 (як скаут).
- Нагорода Джека Адамса — 1983.